# Pual River
Der  Pual River (in der deutschen Kolonialzeit Neumayerfluss) ist ein Fluss im westlichen Papua-Neuguinea, der in den Bewani Mountains entspringt, in allgemein nördlicher Richtung seinen Verlauf nimmt und nach etwa 70 km in die Bismarcksee mündet. Die Mündung hat zwei Arme, wobei offenbar für den westlicheren Arm sowie möglicherweise für den gesamten Fluss noch die Bezeichnung Nemayer River geläufig ist.
Ihren kolonialen Namen erhielt der Fluss durch Otto Finsch im Mai 1885 während seiner Reise auf der Samoa nach dem deutschen Geophysiker und Polarforscher Georg von Neumayer.
Die Gegend um den Fluss war ab 1899 Teil der deutschen Kolonie und ging nach Ende des Ersten Weltkriegs in australischen Mandatsbesitz über.